# 朝日ヘリポート
朝日ヘリポート（あさひヘリポート）とは、大阪市北区にかつて存在した公共用ヘリポート。

## 概要

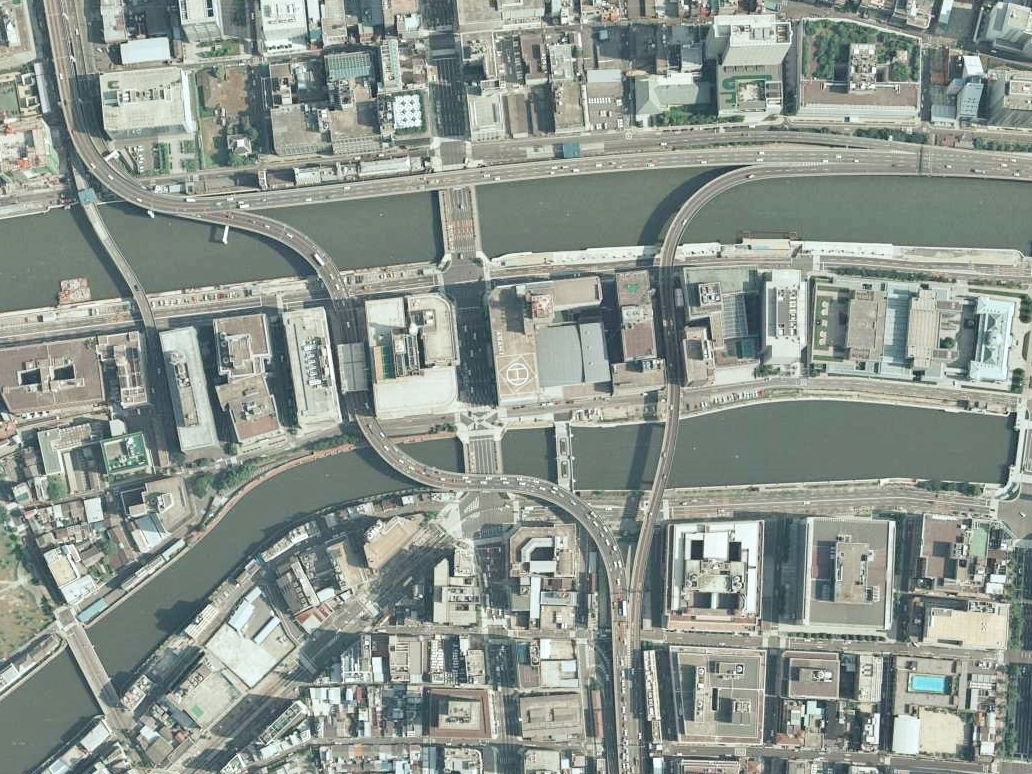
朝日新聞社大阪本社の西隣、新朝日ビル屋上に設けられた朝日ヘリポート（1985年）

大阪府大阪市北区中之島2丁目3番18号の新朝日ビルディング屋上に設置されていた公共用ヘリポートであり、ビル所有者の朝日ビルディングが管理運営を行っていた。
報道取材用ヘリコプターの発着場所として1958年に開設され、1962年9月20日から公共用ヘリポートとして供用。
1966年に撮影され1967年に公開された映画『007は二度死ぬ』の舞台としても使用された。一説によると撮影はイギリスとの話もある。
大阪のビジネス街の中心部にある利便性から利用頻度は高かったが、周辺のビルディングが増加したことで、騒音や安全に対する
対策が必要となり、また1992年当時の航空法によるとヘリポートを中心に半径200メートル以内では、ヘリポートから45メートル以上高い建築物が建てられないという制約があり、周辺では高さ90メートル以上のビルが建てられないという都市開発上の問題も生じていた。
これらの対策費の高騰を理由に1992年6月に朝日ビルディングが廃止を申請。1993年2月4日から運用時間を従来の「午前8時から日没まで」を、「午前10時から午後5時まで」に短縮。日曜日・祝日は運休日となった。代替となる舞洲ヘリポートの設置の目処が付いたことから1994年5月31日に閉鎖された。
報道取材、ビジネスコミューター、観光遊覧飛行等の目的で使用され総計77200回の利用があった。
1994年6月1日からは舞洲に大阪地域の公共用ヘリポートとして阪急航空が管理運営する代替用の飛行場外離着陸場が開設され、1997年8月19日に舞洲ヘリポートが開港されるまで使用された。